# Archäobotanik
Die Archäobotanik versucht als Mischgebiet der Archäologie und Botanik die Vegetations- und Agrargeschichte mit Hilfe von Funden pflanzlichen Ursprungs zu rekonstruieren. Neben den Makroresten (Früchte, Samen, Holzreste) geben auch Mikroreste (Pollen, Sporen) Hinweise auf die Vegetation vergangener Zeiten und lassen auf die Ernährungsgewohnheiten, Anbaumethoden, Siedlungsgeschichte und Klima dieser Zeit rückschließen. Zusammen mit der Archäozoologie und der Biologischen Anthropologie bildet sie die Archäobiologie bzw. Bioarchäologie.
Die Paläoethnobotanik, nicht zu verwechseln mit der Paläobotanik in der Paläontologie, beschäftigt sich als Mischgebiet der Ethnobotanik mit der Paläoethnologie und legt dabei ein spezielles Augenmerk auf Zusammenhänge zwischen Vegetation und Besiedlung und die Ausbreitung von Pflanzen durch den Menschen (Hemerochorie).

## Pflanzenreste
- Mikroreste: Pollen(körner), Sporen
- Makroreste: Früchte und Samen, Holzreste (auch Holzkohlen), Moose, Bast, Fasern, in seltenen Fällen Blattreste, Harz.

## Erhaltungsformen und Fundorte
- subfossil (organisches Material, zum Teil chemisch verändert)
  - trocken: Wüsten, Höhlen, Grüfte, Fachwerk
  - gefroren: Eis (Gletscher), Permafrostböden
  - feucht: Wasser/Grundwasser; Moore, Seen, Flussauen, Gräben, Brunnen, Latrinen
  - durch Salze konserviert: Bergwerke, neben Metallteilen (Münzen, Pfeilspitzen) liegend
  - durch Urin konserviert: Rattenabfallhaufen
- fossil (anorganisches Material, dessen Erscheinungsform durch organisches Material beeinflusst wurde)
  - verkohlt: Feuerstätten, Feuerbestattungs- und Opferstellen, durch Brände zerstörte Gebäude
  - mineralisiert: in Latrinen
  - Abdrücke: Lehm, Töpferwaren
- fossil oder subfossil in verschiedenen Produkten wie Backwaren, Getränkeresten, Holzgeräten, Stricken

## Feld- und Labormethoden

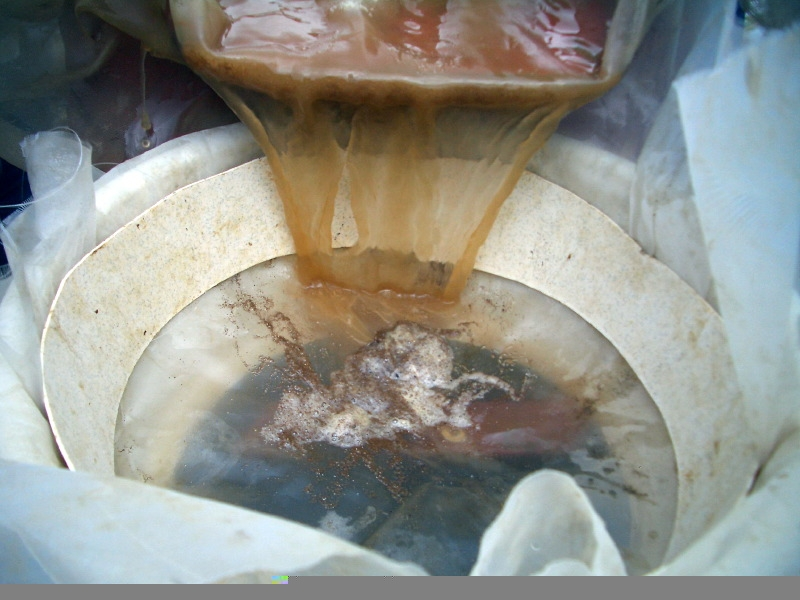
Froth-Flotation einer archäologischen Bodenprobe

Makroreste findet man auf archäologischen Grabungen entweder durch Zufallsfunde oder durch gezielte Entnahme von Bodenproben aus Feucht- oder Trockenböden. Durch Sieben, Schlämmen oder Flotation trennt man die organischen Bestandteile vom mineralischen (Boden-)Material. Danach werden die organischen Teile unter einem Stereomikroskop (Binokular) untersucht und die bestimmbaren Pflanzenreste ausgelesen.
Anschließend werden die Funde morphologisch sowie anatomisch bestimmt und quantitativ erfasst. Die Bestimmung erfolgt mittels einer Referenzsammlung sowie durch Beschreibungen, Zeichnungen und Fotos aus anderen Publikationen. Für botanische Makroreste gibt es nur sehr wenige begrenzte Bestimmungsschlüssel.
Mikroreste erhält man durch Entnahme von Bodenproben (meist Bohrkernen), häufig aus Mooren oder Seen. Aus diesen Bohrkernen werden Pollenkörner und Sporen extrahiert. Die äußere Wandung der Pollenkörner und Sporen bestehen aus extrem widerstandsfähigem Sporopollenin, so dass sie selbst in sehr starken Säuren und Laugen erhalten bleiben. Die Proben aus den Bohrkernen werden unter anderem mit Salzsäure und Flusssäure behandelt, um das mineralische Material vollständig aufzulösen. Um Huminsäuren zu neutralisieren, werden die Proben in Kalilauge gekocht. Um organische Reste zu entfernen und die Pollenkörner und Sporen für die mikroskopische Untersuchung anzufärben, werden die Proben acetylosiert. Die mineralischen Partikel können alternativ auch durch Schweretrennung vom Pollen getrennt werden. Der durch diese Behandlung in den Proben angereicherte Pollen wird dann in einer Stichprobe auf einen Objektträger gegeben. Diese Stichprobe wird unter einem Durchlichtmikroskop auf erhaltene Pollenkörner und Sporen untersucht. Diese werden mittels verschiedener Bestimmungsschlüssel bestimmt und quantitativ ausgewertet.

## Methoden zur Datierung der Funde
- Absolute Datierung:
  - Radiokohlenstoffdatierung: Bestimmung des Restanteils des Kohlenstoffisotops 14C
  - Dendrochronologie: Vergleich der Jahresringe von Holzfunden
  - Warvenchronologie: Bestimmung der geschichteten Tonablagerungen (Warven) in stehenden Gewässern
- Relative Datierung:
  - Palynologie: Pollenstratigraphische Korrelation
  - Tephrochronologie: Bestimmung der Ablagerungen von Vulkanasche (Tephren)
  - Magnetostratigraphie: Bestimmung der Spuren der Erdmagnetfeldumpolungen im Gestein
  - Archäologie: Korrelation durch Vergleich mit anderen Funden, z. B. Töpferwaren

## Probleme bei der Interpretation der Funde
Bei der Interpretation der Ergebnisse (z. B. die Bestimmung der relativen Häufigkeit bestimmter Pflanzen) muss man verschiedene Faktoren berücksichtigen:
- Erhaltungsselektion – verschiedene Pflanzenreste überdauern unterschiedlich lang
- Bestimmte Pflanzen haben unterschiedlich viele Samen oder Früchte pro Individuum (z. B. Feige im Vergleich mit Pfirsich)
- Unterschiedliche Pollenproduktion von selbstbestäubenden und windblütigen Pflanzen
- menschliche Einflüsse

## Überprüfen der Ergebnisse
- Vergleich mit anderen archäologischen Ergebnissen
- Durchführung von Experimenten zu Anbaumethoden, Verbrennungsvorgängen etc.